# Brevitubus
Genre
Brevitubus est un genre d'araignées aranéomorphes de la famille des Phrurolithidae.

## Distribution
Les espèces de ce genre sont endémiques de Chine.

## Liste des espèces
Selon World Spider Catalog (version 26, 24/05/2025) :
- Brevitubus ailan (Liu, Xu, Xiao, Yin & Peng, 2019)
- Brevitubus ellipticus Zhu, Liao, Yin & Xu, 2025
- Brevitubus haitun (Liu, Xu & Yin, 2023)
- Brevitubus jiulong (Liu & S. Q. Li, 2022)
- Brevitubus lunatus Zhu, Liao, Yin & Xu, 2025
- Brevitubus pinglong (Liang, Q. Li, Yin, H. Li & Xu, 2021)
- Brevitubus subellipticus Zhu, Liao, Yin & Xu, 2025
- Brevitubus subpinglong Zhu, Liao, Yin & Xu, 2025

## Systématique et taxinomie
Ce genre a été décrit par Zhu, Liao, Yin et Xu en 2025 dans les Phrurolithidae.

## Publication originale
- Zhu, Liao, Yin & Xu, 2025 : « Brevitubus gen. nov. (Araneae, Phrurolithidae), a new guardstone spider genus from southern China, with descriptions of four new species and proposal of four new combinations. » Zootaxa, no 5637(3), p. 450-468.